# Atoyac (kommun i Mexiko, Veracruz, lat 18,93, long -96,80)
Atoyac är en kommun i Mexiko.   Den ligger i delstaten Veracruz, i den sydöstra delen av landet, 250 km öster om huvudstaden Mexico City. Arean är 123 kvadratkilometer.
Terrängen i Atoyac är varierad.
Följande samhällen finns i Atoyac:
- La Charca
- La Aurora
- La Angostura
- El Mirador
- Manzanillo
- Caballo Blanco
- Mata Larga
- Miraflores
- Arroyo Hondo
- Cruz Verde